# Chaetodipterus zonatus
Chaetodipterus zonatus is een  straalvinnige vissensoort uit de familie van schopvissen (Ephippidae). De wetenschappelijke naam van de soort is voor het eerst geldig gepubliceerd in 1858 door Girard.
De soort staat op de Rode Lijst van de IUCN als niet bedreigd, beoordelingsjaar 2008.